# Vallée de l'Anglin
Vallée de l'Anglin este o arie protejată (sit de importanță comunitară — SCI) din Franța întinsă pe o suprafață de 568 ha, integral pe uscat.

## Localizare
Centrul sitului Vallée de l'Anglin este situat la coordonatele 46°41′29″N 0°53′11″E / 46.69139°N 0.88639°E.

## Înființare
Situl Vallée de l'Anglin a fost declarat arie specială de conservare în baza directivei 92/43 din 1992 referitoare la conservarea habitatelor naturale și a faunei și florei sălbatice pentru a proteja 19 specii de animale.

## Biodiversitate
Situată în ecoregiunea atlantică, aria protejată conține 12 habitate naturale: Formațiuni de Juniperus communis pe lande sau pajiști calcaroase, Peșteri inaccesibile publicului, Pante stâncoase calcaroase cu vegetație casmofită, Păduri aluvionare cu Alnus glutinosa și Fraxinus excelsior (Alno-Padion, Alnion incanae, Salicion albae), Pajiști uscate seminaturale și facies de acoperire cu tufișuri pe substraturi calcaroase (Festuco-Brometalia) (* situri importante pentru orhidee), Păduri mixte riverane de Quercus robur, Ulmus laevis și Ulmus minor, Fraxinus excelsior sau Fraxinus angustifolia, de-a lungul marilor râuri (Ulmenion minoris), Liziere de ierburi înalte hidrofile de câmpie și de nivel montan până la alpin, Păduri pe pante, grohotișuri și ravene de Tilio-Acerion, Fânețe de joasă altitudine (Alopecurus pratensis, Sanguisorba officinalis), Lacuri eutrofice naturale cu vegetație de tip Magnopotamion sau Hydrocharition, Cursuri de apă de la nivel de câmpie la nivel montan, cu vegetație Ranunculion fluitantis și Callitricho-Batrachion, Pajiști carstice calcaroase sau bazofile, de Alysso-Sedion albi.
La baza desemnării sitului se află mai multe specii protejate:
- amfibieni (1): triton cu creastă (Triturus cristatus)
- mamifere (8): liliac cârn (Barbastella barbastellus), castor (Castor fiber), liliac cu urechi mari (Myotis bechsteinii), liliac cărămiziu (Myotis emarginatus), liliac comun (Myotis myotis), liliacul mediteranean cu potcoavă (Rhinolophus euryale), liliacul mare cu potcoavă (Rhinolophus ferrumequinum), liliacul mic cu potcoavă (Rhinolophus hipposideros)
- nevertebrate (4): Gomphus graslinii, rădașcă (Lucanus cervus), Oxygastra curtisii, Unio crassus
- pești (5): zglăvoacă (Cottus gobio), Cottus perifretum, Petromyzon marinus, boarță (Rhodeus amarus), somonul (Salmo salar)
- reptile (1): țestoasa de baltă (Emys orbicularis)

Pe lângă speciile protejate, pe teritoriul sitului au mai fost identificate 16 specii de plante, 16 specii de păsări, 4 specii de amfibieni, 11 specii de mamifere, 3 specii de nevertebrate, 1 specie de pești, 3 specii de reptile.